# Hieracium nobile
Hieracium nobile es una especie de planta con flor del género Hieracium, de la familia Asteraceae, orden Asterales.

## Distribución
Hieracium nobile se distribuye por Francia y España.

## Taxonomía
Fue descrita científicamente por Gren.